# ロド・リオン
ロド・リオンは歌手、ラッパー、ソングライター、プロデューサー。

## 生い立ち
カリフォルニア州ロサンゼルス出身。沖縄・東京で育つ。
父は、スペイン・フィリピンのハーフ、母は、日本・アメリカのハーフで、R&B, Soul, Funk, Jazz 音楽家系で育つ。家のラジオから流れていたマービン・ゲイや、マイケル・ジャクソンそしてN.W.A.の影響を受けながら育った。自身は4ヶ国語を話すマルチリンガルである。
音楽活動は13歳の時から始め、現在はHip Hop・R&Bの分野で活動を行っている。

## 音楽活動
- 2007年9月11日に シングル「Ride 2 Da End」をリリース。
- 2016年　アルバム 「International Squad 」をリリース予定。

## 共演
- ライド・トゥ・ザ・エンド ／ Ride 2 Da End / featuring JUS（2007年）
- フーズ・ザ・スニッチ  ／ Who's Da Snitch / featuring FLY BOIZ（2007年）
- ワット・シ・ゴナ・ドゥ  ／What She Gonna Do / featuring JUS（2007年）
- オキナワ・ラブ  ／ Okinawa Love / featuring A-TEAM（2007年）
- ケント・ビー・ユア・ラヴァ ／ Can't Be Your Lover / featuring Ankle E（2013年）
- チル・ウィズ・ミー ／ Chill With Me / featuring Yung Bless（2013年）